# Walisische Badmintonmeisterschaft 2007
Die Walisische Badmintonmeisterschaft 2007 fand in Wrexham statt. Es war die 55. Austragung der nationalen Titelkämpfe im Badminton in Wales.

## Titelträger
| Disziplin    | Sieger                             |
| ------------ | ---------------------------------- |
| Herreneinzel | Raj Popat                          |
| Dameneinzel  | Rachele Phillips                   |
| Herrendoppel | Martyn Lewis Matthew Hughes        |
| Damendoppel  | Joanne Muggeridge Rachele Phillips |
| Mixed        | Matthew Sprake Joanne Muggeridge   |